# 벤 이스터
벤 이스터(Ben Easter, 1979년 5월 1일 ~ )는 미국의 배우, 사진가, 텔레비전 배우이다.
덴버에서 태어났다.

## 영화
- 허스크 (2011년) - 자니 역
- 나는 항상 네가 지난 여름에 한일을 알고 있다 (2006년) - 랜스 역
- 우주소녀 제논: Z3 (2004년)
- 더 첼린지 (2003년)
- 소 리틀 타임 (2001년)
- 홀리데이 인 더 선 (2001년)
- 진주만 (2001년)
- 마스터피스 시어터 (1971년)